# Paola Mazzali
Paola Mazzali, detta Paoletta (Bolzano, 27 giugno 1974 – Affi, 25 agosto 2006), è stata una cestista italiana, nel ruolo di playmaker.

## Carriera
Figlia d'arte (entrambi i genitori erano cestisti: la madre Gloria Vallazza giocatrice e allenatrice del Basket Club Bolzano, il padre Renato Mazzali nella squadra bolzanina del Savoia), esordisce giovanissima nel 1988 tra le file del Basket Club Bolzano, squadra in cui militerà per tutta la carriera, allora in Serie A2.
Con le biancorosse vive 18 stagioni, tra la serie C (serie in cui la squadra fu relegata nel 1990) e la serie A1 (raggiunta nel 2003-04, mantenuta la stagione successiva, ma persa al termine della stagione 2005-06), e ne diventa capitano. Per rimanere nella sua città rifiutò trasferimenti in squadre più blasonate (tra gli altri, la cercò il club lecchese di Costa Masnaga).
È morta nel 2006 all'età di 32 anni in seguito ad un incidente stradale sull'autostrada del Brennero tra Verona ed Affi.
Dal marito Alessandro Davi (calciatore dilettante) ebbe i figli Simone e Federico, poi divenuti calciatori professionisti.

## Riconoscimenti postumi

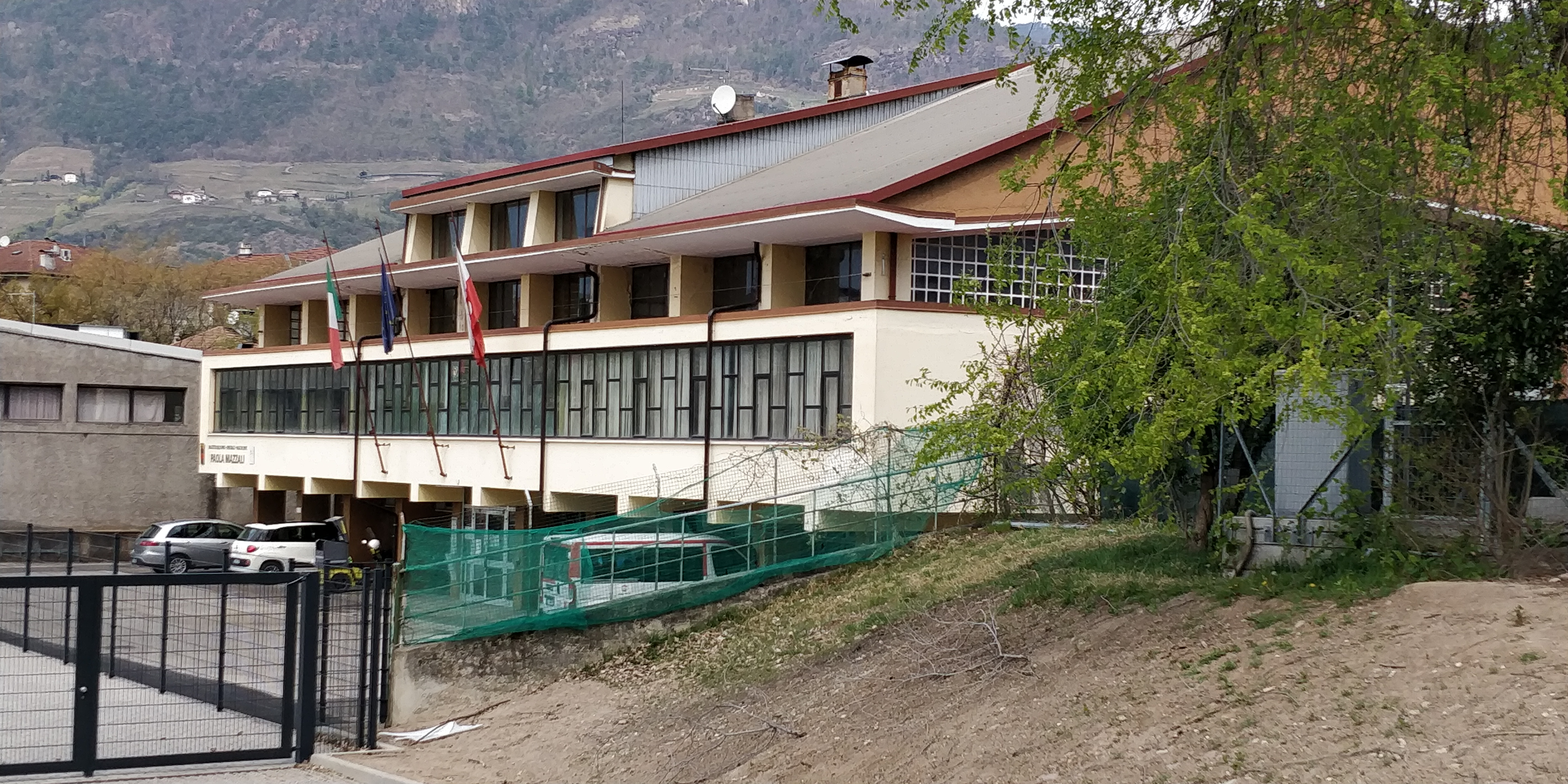
Il palasport di viale Trieste, dal 2007 intitolato a Paola Mazzali

Dopo la scomparsa, la società BCB ha ritirato il numero di casacca da lei indossato (il 5) e chiesto al Comune di Bolzano di intitolarle il palazzetto dello sport di viale Trieste, sede delle gare interne. La richiesta venne accolta da Comune e Provincia, e la cerimonia di intitolazione si tenne il 27 aprile 2007, in occasione dell'ultima partita della stagione 2006-2007. Da allora l'impianto è quindi colloquialmente noto come PalaMazzali.
Il 27 giugno 2007 a Bolzano è nato il "progetto Paola Mazzali", in memoria della giocatrice scomparsa. Si tratta di una associazione, creata da un gruppo di amici di Paola e realizzata in collaborazione con la Lega Basket Femminile, che intende perseguire esclusivamente finalità di solidarietà sociale e civile, indirizzata allo scopo di appoggiare economicamente le famiglie e soprattutto i bambini in difficoltà a causa di malattie o di morte di uno dei componenti la famiglia, in provincia di Bolzano, ma anche oltre.
Nel marzo del 2008 la LegA Basket Femminile ha deciso di intitolare a Paola Mazzali il premio per l'MVP della Coppa Italia di Serie A2.